# Rosa Krüger
Rosa Krüger (* 8. Dezember 1861 in Kiel; † 24. März 1936 ebenda) war eine deutsche Blumen- und Interieurmalerin.

## Leben

### Familie
Rosa Krüger war die Tochter des Architekten Hermann Georg Krüger. Ihre Schwestern waren die Malerinnen Clara von Sivers und Elisabeth Krüger. In Kiel lebte sie bei ihrem Vater in Düsternbrook 49.

### Werdegang
Sie studierte gemeinsam mit ihrer Schwester Elisabeth Adolfine in Berlin bei Karl Gussow und Franz Skarbina. Danach wurde sie, immer noch gemeinsam mit ihrer Schwester, von Carl Frithjof Smith in München ausgebildet.
Auf der 1. Ausstellung der Schleswig-Holsteinischen Kunstgenossenschaft stellte sie 1894 Blumenbilder aus; zwei Kinderporträts, die dort ebenfalls zu sehen waren, bildeten das Ergebnis einer Gemeinschaftsarbeit mit ihrer jüngeren Schwester.
Auf der Provinzialausstellung 1896 war sie auch Mitglied der Jury und der Hängekommission (Kommission, die über Auswahl und Anordnung der Bilder einer Ausstellung entscheidet) sowie 1899 Obmann der Ausstellkommission der Schleswig-Holsteinischen Kunstgenossenschaft.
1921 war sie in Berlin-Grunewald ansässig.
Ihr Gesamtwerk, mit Ausnahme der Kieler Bilder, ist verschollen.

## Ausstellungen
- 1894: Ausstellung der Schleswig-Holsteinischen Kunstgenossenschaft.
- 1896: Provinzialausstellung
- 1898: Ausstellung des Schleswig-Holsteinischen Kunstvereins.
- 1899: Ausstellung des Schleswig-Holsteinischen Kunstvereins.
- 1901: Ausstellung des Schleswig-Holsteinischen Kunstvereins.
- 1902: Ausstellung des Schleswig-Holsteinischen Kunstvereins.
- 1904: Ausstellung des Schleswig-Holsteinischen Kunstvereins.
- 1905: Ausstellung des Schleswig-Holsteinischen Kunstvereins.
- 1906: Große Berliner Kunstausstellung (Teilnahme mit dem Bild Inneres der Kirche auf Hallig Hooge)
- 1907: Ausstellung des Schleswig-Holsteinischen Kunstvereins.
- 1913: Ausstellung des Schleswig-Holsteinischen Kunstvereins.

## Mitgliedschaften
- Rosa Krüger war Mitglied der Schleswig-Holsteinischen Kunstgenossenschaft.[4]

## Werke (Auswahl)
- Kunsthalle zu Kiel: Nähendes Mädchen, Interieur (um 1901/1902),
- Kultusministerium Kiel: Porträt Prof. Bockendahl, Gerichtsmediziner an der Kieler Fakultät.
- Stillleben ohne Titel.[5]